# Manito (Albay)
Manito é um município de  quarta classe de renda municipal (d) na província Albay, nas Filipinas. De acordo com o censo de 1 de maio  de  2020 possui uma população de 26 162 pessoas e 6 133 domicílios.